# Five Nights at Freddy’s (videójáték-sorozat)
A Five Nights at Freddy’s (magyarul: Öt éjjel Freddy Pizzázójában) független fejlesztésű, 11 részes túlélőhorrorvideójáték-sorozat, amely egy fiktív helyszínen, a Freddy Fazbear Pizzeriában játszódik. A játékosnak egy éjjeli biztonsági őr szerepében kell egy irodában túlélnie öt éjszakát éjféltől reggel 6 óráig, miközben a pizzéria állatrobotjai meg akarják ölni őt.

## A játékok menete
A játékokban öt alap éjszakát kell túlélni (egy éjszaka általában 8 perc, 36 másodpercig tart valós időben, mobil verzión ezt 4 percre csökkentették), minden egyes éjszaka elteltével a robotok agresszívabbak lesznek. A játékos rendelkezésére állnak a biztonsági kamerák (első három játék és ötödik játék utolsó éjszaka) melyekkel az egész épületet és a robotok hollétét lehet megfigyelni, valamint a legtöbb játékban az éjszakák elején a játékos kap egy telefonhívást egy ismeretlen személytől, akitől megtudhat minden fontos információt a robotokkal kapcsolatban (első három játék). A robotok mozgása és támadási módja eltér. Míg egyes robotok egy megszokott útvonalon próbálják megközelíteni a játékost, néhány robot paranormális módon vagy bujkálva is elérhet a játékoshoz. A játékosnak különböző eszközei vannak, amivel megakadályozhatja a támadást (például: zárható ajtók, lámpák, kamerarendszer, sokkolók) ezek jelenléte játékonként eltér. Ha a játékos teljesítette az első 5 éjszakát, akkor lehetőség van további éjszakák lejátszására, és további bónuszok feloldására. A játék közben néha minijátékok is megjelennek, melyek arra szolgálnak hogy háttér információkat szolgáltassanak a történettel kapcsolatban. A Sister Location-ben a többi játéktól eltérően a játékosnak különböző feladatokat kell teljesítenie, hogy a robotok készen álljanak a reggeli előadásaikra, míg a Freddy Fazbear's Pizzeria Simulator-ban a saját éttermünket kell felügyelni éjszaka.

A 3 fő karakter, aki megtámad minket az 1. részben. Balról jobbra: Bonnie a nyúl, Freddy a medve, és Chica a csirke.

## Fő játékok hét része

### Five Nights at Freddy’s (2014)
Az első játék 2014. augusztus 8-án jelent meg, ez a játék egy pizzériában (Freddy Fazbear's Pizza) játszódik a '90-es években, ahol öt állatrobot ellen kell túlélni. A játékos egy kicsi irodában ül, ahol nézheti a kamerákat, villanyokat kapcsolgatva ellenőrizheti az ajtók melletti területeket és lezárhatja a két vasajtót ha szükséges. Azonban a kamerák, lámpák és az ajtók áramot fogyasztanak, amiből korlátolt mennyiség áll a játékos rendelkezésére minden éjszaka, így nem lehet bezárva a két vasajtó egész éjszaka. Ha elfogy az áram, akkor a játékos veszít, kivéve, ha elég közel van a reggel 6 órához. Ebben a játékban összesen 7 éjszaka van, öt hivatalos, és két bónusz-éjszaka. Az egyik bónusz éjszakában te magad állíthatod be a nehézségi szintet. 

### Five Nights at Freddy’s 2 (2014)
A második játék 2014. november 10-én jelent meg, ez a játék szintén a Freddy Fazbear's Pizzériában játszódik azonban most 1987 novemberében. Ez a pizzéria nagyobb, és sokkal barátságosabb külsejű, mint az első játékban lévő. Itt már összesen 11 robot ellen kell védekezni. A pizzériában itt van az első játék öt robotja, megváltozott külsővel, roncs állapotban, illetve az első játék négy fő karakterjének az áttervezett, "Toy (magyarul: Játék)" verziói. Itt már korlátlan mennyiségű áram látja el az épületet, azonban a vasajtók helyett egy olyan maszkot kell felvennünk ami úgy nézz ki mint az előző játékból Freddy arca, illetve erre a célra használhatjuk a korlátozott elemlámpánkat. Ebben a játékban összesen 7 éjszaka van, öt hivatalos, és 2 bónusz-éjszaka. Az egyik bónusz éjszakában te magad állíthatod be a nehézségi szintet. 

### Five Nights at Freddy’s 3 (2015)
A harmadik játék 2015. március 2-án jelent meg. Az első két játékkal ellentétben egy horror attrakcióban játszódik (Fazbear's Fright: The Horror Attraction) 2017-ben miután bezárt a Freddy Fazbear's Pizzéria a '90-es évek végén. Itt mindössze csak 1 robot ellen (Springtrap) kell védekezni, azonban itt csak úgy védekezhetünk, hogy hangokkal tudjuk egyik szobából a másikba terelni a robotot. Továbbá lehetőség van lezárni öt szellőző járatot, ha a robot bemászik az egyikbe. Ügyelni kell a fantom robotokra, melyek az első és második játékból vett robot-karakterek ijesztőbb, megkorosodott verziói. Ezek nem ölik meg, hanem csak szabotálják a játékost és a rendszereket, amiket ha elrontanak, mindig újra kell indítani, különben nem használhatjuk a kamerarendszert. Ebben a játékban 5 éjszaka van és egy bónusz. 

### Five Nights at Freddy’s 4 (2015)
A negyedik játék 2015. július 23-án jelent meg. A negyedik játék sokban eltér a többitől, ugyanis itt nincs kamerarendszer, nincs telefonhívás, illetve nem egy pizzériában hanem a '83 harapás áldozatának hálószobájában játszódik 1987-ben. Itt a kamerák helyett egyik ajtótól a másikig, illetve az ágy és a szekrény között kell futnunk a szobán belül, illetve a hátunk mögé tudunk nézni az ágyra. Védekezésül van egy kifogyhatatlan elemlámpánk, illetve két ajtó és egy szekrény amiket csak akkor tarthatunk zárva, ha ott vagyunk. Összesen 7 robot van, ebből 6 jelent ránk veszélyt éjszakánként. Ezek a robotok az első illetve a harmadik játék robot-karakterjeinek szörnyszerű verziói (hatalmas hegyes fogak, hegyes karmok, hiányos kosztüm, izzó szemek). Ebben a játékban leginkább a hallásunkra kell hagyatkozni a többi játékkal ellentétben amikor az egyik ajtónál vagyunk és döntenünk kell, hogy megvilágítsuk a folyosót, vagy becsukjuk az ajtót. Továbbá ellenőrizni kell a szekrényt és az ágyat is. Ebben a játékban összesen 8 éjszaka van, 5 alap és 3 bónusz éjszaka. 

### Five Nights at Freddy’s: Sister Location (2016)
A sorozat következő, ötödik játékát 2016 májusában jelentette be Scott Cawthon. A játék egy vadonatúj helyszínen játszódik vadonatúj szereplőkkel. A játékos egy műszerészt irányít, akinek az a feladata, hogy a karbantartsa a Circus Baby's Pizza World robotjait. A játékosnak minden nap más feladatokat kell megoldania, melyek során a játékos újabb történeti elemeket fedez fel. A játék sok mindenben eltér az eredeti játéktól és kiterjesztett hangszinkront tartalmaz. A játék 2016. október 7-én jelent meg.

### Freddy Fazbear's Pizzeria Simulator (2017)
Ez a játék 2017. december 4-én jelent meg. A többivel ellentétben itt egy pizzéria menedzsereként játszhatunk. Nappal dekorációkat vehetünk és tervezhetjük a hely kinézetét, míg éjszaka a leselejtezett és kevés pénzért hozzánk került robotoktól kell megvédenünk magunkat. Mivel a készítő ezt a széria utolsó játékának szánta, ezért ebben a játékban sok történeti elemet ismerünk meg, melyek lezárásképp szolgálnak. 
Five Nights At Freddy's: Security Breach
A hetedik része a sikeres horrorjátéknak, ez viszont elvileg az utolsó játék. Gregoryként játszunk aki bent ragadt a Freddy Fazbear's Mega Pizzaplex-ben éjszakára. a Glamrock animatronikok és Vanny elleni védekezésben Glamrock Freddy is segít. A játéknak egy, kettő és három csillagos befejezése van.

## Spin-off játékok

### FNaF World
A széria többi részével ellentétben, ez nem egy horror játék, hanem egy szerepjáték ahol az előző játékokból ismert szereplőket irányíthatunk. A játék 2016. január 21-én jelent meg.

### Ultimate Custom Night (2018)
Ebben a játékban mindegyik karakter benne van, aki szerepelt az előző részekben. A többi játékkal ellentétben a játékos személyre szabhatja mely karakterek ellen akar játszani. A teljesített nehézségi szint alapján a játékos pontokat kap, amellyel rövid kisfilmeket oldhat fel. A játék 2018. június 27-én jelent meg.

### Five Nights at Freddy's VR: Help Wanted (2019)
A sorozathoz terveztek egy VR változatot is, amiben egy szerelőként kell dolgoznunk, és a robotokat kell megjavítanunk. Emellett az előző részekben lévő játékmódókkal is játszhatunk. Ebben a játékban egy új szereplő is megjelenik, Glitchtrap. A játék 2019. május 21-én jelent meg.

### Five Nights at Freddy's AR: Special Delivery (2019)
A sorozat legújabb alkotásában személyesen küzdünk meg az elszabadult robotokkal, akik már nemcsak a pizzériában, hanem bárhol, akárhol vagyunk, feltűnhetnek, hogy ismét lecsapjanak ránk. Mint minden játékhoz, ehhez is segítségünkre lesz egy tárgy, amivel győzhetünk a játékban, ezúttal egy sokkoló véd meg minket az elvetemült robotok ellen. Ha sikeresen leállítjuk a robotot, streak-pontot szerezhetünk, amivel ajándékokat kaphatunk. Azonban ha elkapnak, akkor újra kell kezdenünk a harcot a robotokkal az elejétől. A játék 2019. november 25-én jelent meg.

### Five Nights at Freddy’s: Security Breach (2021.12.16)
Ebben a játékban már Freddy a segítőnk lesz. De jött még három fő animatronik (Montgomery Gator, Roxanne Wolf, Glamrock Chica). Rajtuk kívül ott van még Sun/Moon, Music Man, illetve Burntrap, rengeteg staff bot és endoskeletonok. Meg Vanny, aki egyébként egyben az éjjeliőr is.
Egy Gregory nevű gyerek a főszereplő.[forrás?]
2023 július 25-én megjelent a játék DLC-je, a Ruin, amiben egy Cassie nevű kislánnyal barangoljuk be az időközben lepusztult Pizzaplexet Gregory után kutatva.

## Fogadtatás
Az első játék nagy hírnévre tett szert, mivel egyedinek számított akkor a műfajban. Leginkább a játék mesterséges intelligenciáját és a gazdag háttértörténetét emelték ki. A második játék is hasonló értékéléseket kapott. A harmadik játék viszont már vegyes értékeléseket kapott, mivel sokan panaszkodtak hogy a játékból hiányoznak az eredeti elemek és már kevésbé ijesztő. A negyedik játék is vegyes értékeléseket kapott, sokan hiányolták hogy több olyan elem is hiányzik, amelyek az eredeti játékban jelen voltak. Az ötödik játék pozitív fogadtatást kapott, a kritikusok elsősorban az átalakított játékélményt, és a hangszinkront emelték ki.  A játékszéria pár nap leforgása alatt világhírűvé nőtt. A játék homályos történetét még ma is sokan próbálják megfejteni. Sok YouTube videókészítő használta a játékot a nézettség megnövelésére, valamint sok új csatornának segített meghozni a sikert. Külföldön különböző youtuberek miatt lett ismert, és később Magyarországon is. A játéknak már saját plüssfigura sorozata van, valamint több könyv is megjelent, melyek a történet megfejtésében segítenek a játékosoknak.

## Adaptációk
A játékhoz több könyv is megjelent. Az első könyvet  a Five Nights at Freddy’s: The Silver Eyes-t a játék készítője Scott Cawthon és Kira-Breed Wresley írta. A könyv 2015. december 17-én jelent meg. A második könyv, a Five Nights at Freddy's: The Twisted Ones, ami 2017, június 27-én jelent meg, szintén Scott Cawthon és Kira-Breed Wresley munkája. A harmadik, és egyben befejező rész, a Five Nights at Freddy's: The Fourth Closet, ami 2018. Június 26-án jelent meg. Ezen felül 2020.-2021. ben pedig megjelent az Into the pit című regény.
A két regényen kivűl 2017-ben megjelent egy "útikalauz", ami a The Freddy Files nevet viseli, ami a karakterek, játékmechanikák és rajongói teóriák leírását tartalmazza. A második ehhez hasonló könyv a szintén 2017-ben megjelent Survival Logbook.
A játékhoz filmadaptáció is tervben van, melyet Chris Columbus és a videójáték készítője Scott Cawthon rendezi, Columbus ezen felül írója és producere lesz a filmnek.

## Bővebb információk
A játékról és a fontos tudnivalókról bővebben itt olvashatsz angolul.